# 항인치항
항인치항(港人治港)은 1997년 7월 1일 영국에서 중화인민공화국으로 홍콩이 반환된 이후 홍콩 체제의 원칙 중 하나로서, “홍콩인이 홍콩인을 통치한다”는 의미를 갖는다.
홍콩반환협상에서 중공의 등소평이 구상한 「사대원칙」은 일국양제, 고도자치, 항인치항, 50년간 자본주의 체제 유지 이렇게 네 가지 방침으로 구성되어 있다. 위 사대원칙은 중화인민공화국 홍콩특별자치구 기본법의 기초가 되고 있다. 이에 따라 홍콩특별행정구에서는 외교와 군사를 제외한 광범위한 자치가 허용된다.
그러나 행정부의 수반인 행정장관은 초대 동건화부터 현재에 이르기까지 홍콩인일지라도 중국정부의 영향력이 강한 인물이 취임하는 경향이 있어, 이를 야유하여 “(북)경인치항”(京人治港), “(공산)당인치항”(党人治港)이라는 말이 생겨났다.